# Jaguar XF
La Jaguar XF è un'autovettura berlina di grandi dimensioni, prodotta dalla casa automobilistica britannica Jaguar dal 2008 al 2024.

## Prima generazione X250 (2008-2015)

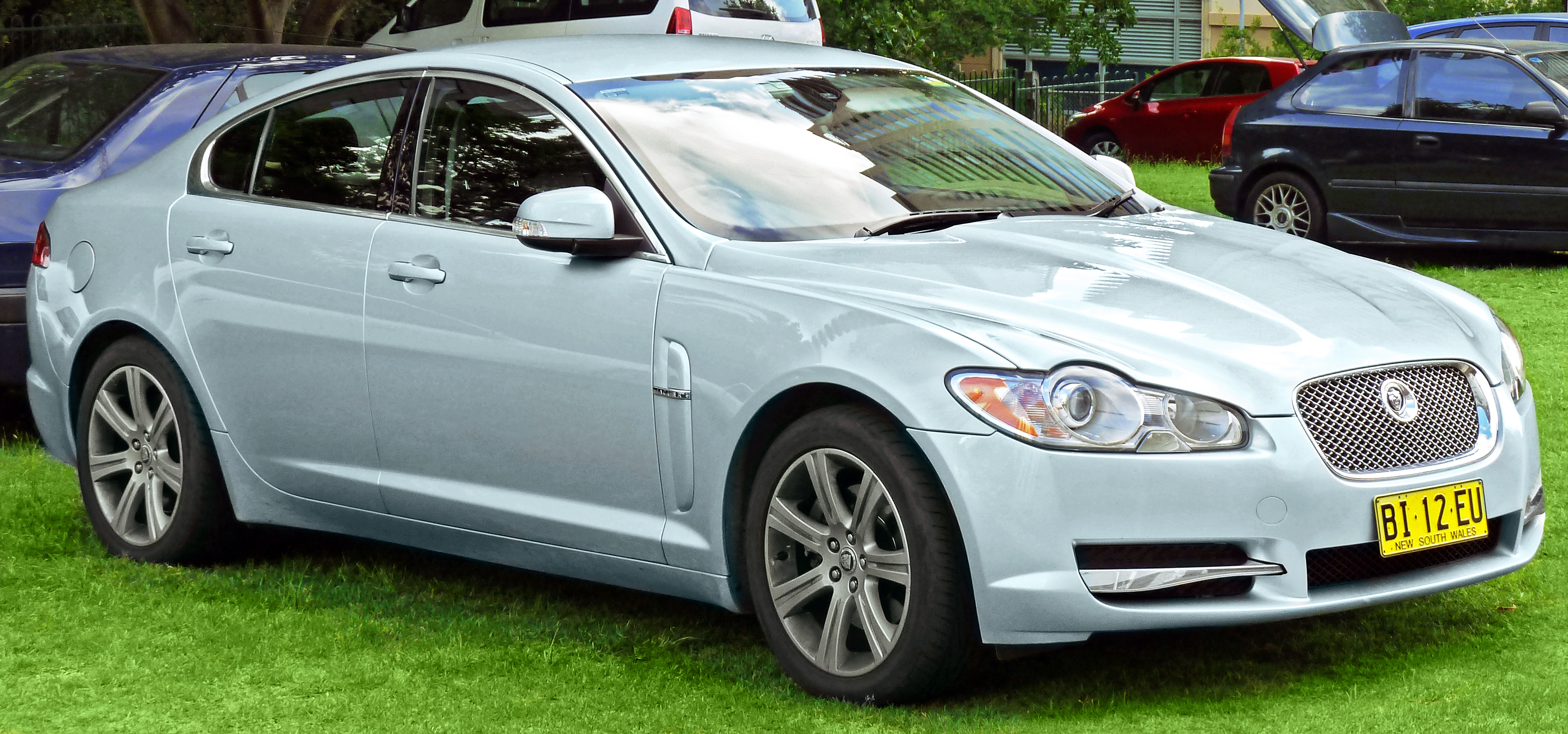
Jaguar XF I (X250)

La Jaguar XF ha sostituito la Jaguar S-Type come berlina di fascia medio-alta del marchio britannico. Soprattutto il design (interno ed esterno) è stato radicalmente modificato da Ian Callum. Oltre ai motori a benzina, sono disponibili anche varianti diesel; la vettura ha in comune molteplici parti e componenti con la Jaguar S-Type. Nota con il nome in codice X250, la vettura è stata anticipata nel gennaio 2007 dalla concept car C-XF presentata al North American International Auto Show mentre la XF di serie è stata presentata al pubblico al salone di Francoforte nel 2007. Alla fine del 2011 ha subito un restyling, mentre nel 2012 è stata introdotta anche la variante station wagon (“Sportbrake”).

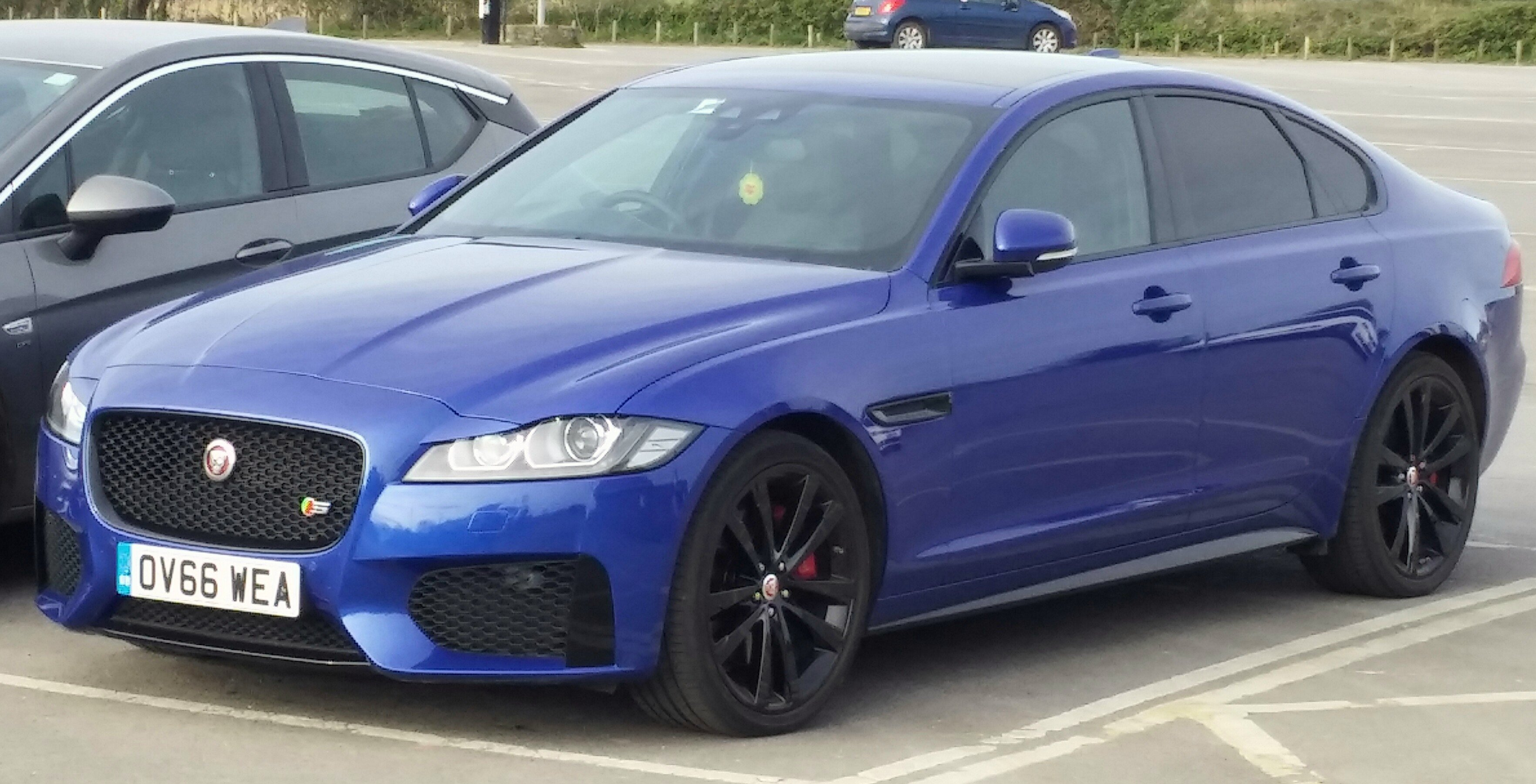
Jaguar XF S II del 2016 (X260)

## Seconda generazione X260 (2015-2024)
Nel 2015 viene presentata al salone di New York la nuova generazione profondamente migliorata, anche se i ritocchi estetici sono minimi. La nuova carrozzeria in alluminio riduce il peso della vettura di circa 100 kg.
Nel 2021, a seguito di un restyling di metà carriera, la XF viene proposta esclusivamente con cambio automatico a otto rapporti, e con il nuovo motore MHEV diesel Ingenium da 2.0 litri turbo a quattro cilindri da 204 CV ed un motore a benzina Ingenium di 2.0 litri a quattro cilindri da 250 CV o 300 CV.